# جگن
جگن (نام علمی: Carex) یا چولان نام یک سرده از تیره جگنیان است. به نام زنبق زرد نیز شناخته می‌شود. این سرده در دنیا بیش از ۲۰۰۰ گونه دارد.
گیاهی است علفی و پایا که در مردابها و نواحی باتلاقی منطقه‌های معتدل و گرم سراسر جهان می‌روید. تاکنون در حدود ۴۵ گونه از این گیاه در ایران شناسایی شده است. 
جگن ساقه‌ای نازک، بلند، زِبر با مقطع سه گوشه دارد. برگهای آن بلند، کشیده و نوک‌تیز هستند و رگبرگهای موازی دارند. گلهای کوچک به‌رنگ سبز در گروههای ۳ تا ۵‌تایی روی گل‌آذین سنبله ظاهر می‌شوند و در اردی‌بهشت و خرداد می‌شکفند. تقریبأ تمام گونه‌های جگن از نظر جنسی تک‌پایه هستند و هر گل ممکن است نر یا ماده باشد. میوهٔ جگن فندقه، سبزِ مایل به سیاه و کوچک است.
بعضی از گونه‌های جگن الیاف محکمی دارند که از آن حصیر، سبد و پارچه‌های ضخیم می‌بافند. از جگن در سیستان و بلوچستان و در بعضی از نقاط دیگر ایران آلونکهای موقت صحرایی برپا می‌کنند و برای پوشاندن سقف خانه‌ها و نیز ساختن نوعی قایق از آن استفاده می کنند.

## نگارخانه

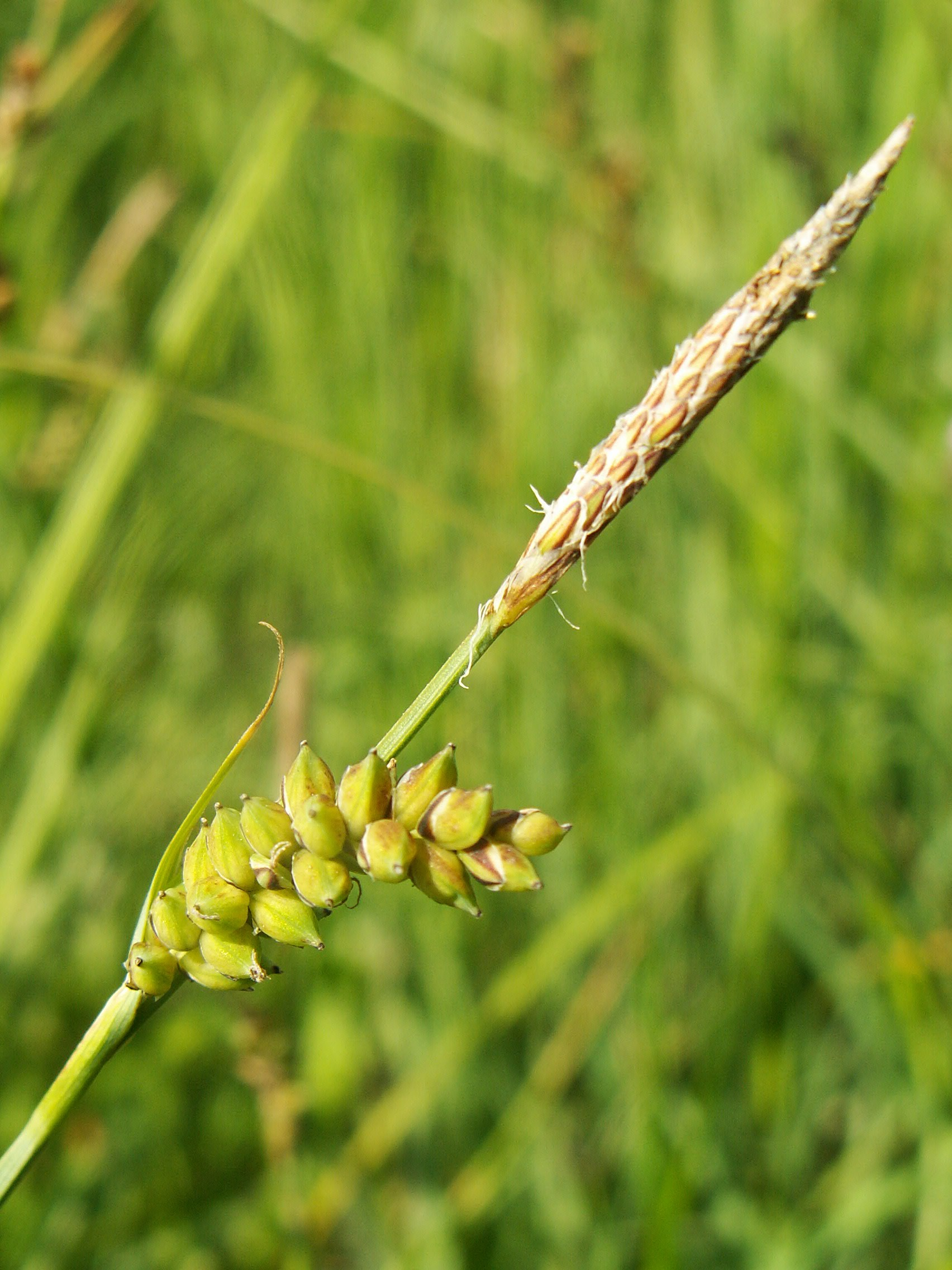
بخش بالایی خوشه‌ی کارکس پانیسیا (گونه‌ای از جگن)، گل‌های نر و بخش پایینی گلهای ماده را در بر دارد.